# Los años pasan
Los años pasan é uma telenovela mexicana produzida por Valentín Pimstein para a Televisa e exibida entre 20 de maio a 4 de outubro de 1985.
Foi baseada em La galleguita, original de Inés Rodena e é uma continuação da novela Los años felices, exibida no ano anterior.
Foi protagonizada por Laura Flores e Manuel Saval e antagonizada por Patsy.  

## Elenco
- Laura Flores - María
- Manuel Saval - Rodolfo
- Guillermo Murray - Alejandro
- Patsy - Fabiola Montesinos
- Martha Roth - Mercedes
- Isabela Corona - Apolonia
- Luis Uribe - Gustavo
- Fernando Ciangherotti - Armando
- Bárbara Gil - Úrsula
- Rubí Ré - Virginia
- Alberto Inzúa - Sr. Tovar
- Aurora Clavel - Chole
- Aurora Molina - Petra
- Ernesto Laguardia - Cuco
- Bolivar Hack - Luciano
- Ada Carrasco - Lencha
- Jorge Santos - Arturo
- Eduardo Díaz Reyna - Felipe

## Versões
Los años pasan é um remake da radionovela La galleguita, de Inés Rodena. Outras versões são:
- El engaño, telenovela venezuelana produzida em 1968, protagonizada por Conchita Obach e Raúl Amundaray.

- Viviana, telenovela mexicana produzida em 1978 por Valentín Pimstein, protagonizada por Lucía Méndez e Héctor Bonilla.

- Segunda parte de Valentina, telenovela mexicana produzida em 1993, protagonizada por Verónica Castro e Rafael Rojas.

- Camila, telenovela mexicana produzida em 1998, protagonizada por Bibi Gaytán e Eduardo Capetillo.

## Prêmios e indicações

### Prêmios TVyNovelas 1986
| Categoria   | Nomeado(a) | Resultado |
| ----------- | ---------- | --------- |
| Melhor vilã | Patsy      | Nomeada   |